# Houillères de Saint-Éloy-les-Mines
Pour les articles homonymes, voir Saint-Éloy.

Localisation des gisements sur la carte des bassins houillers français.

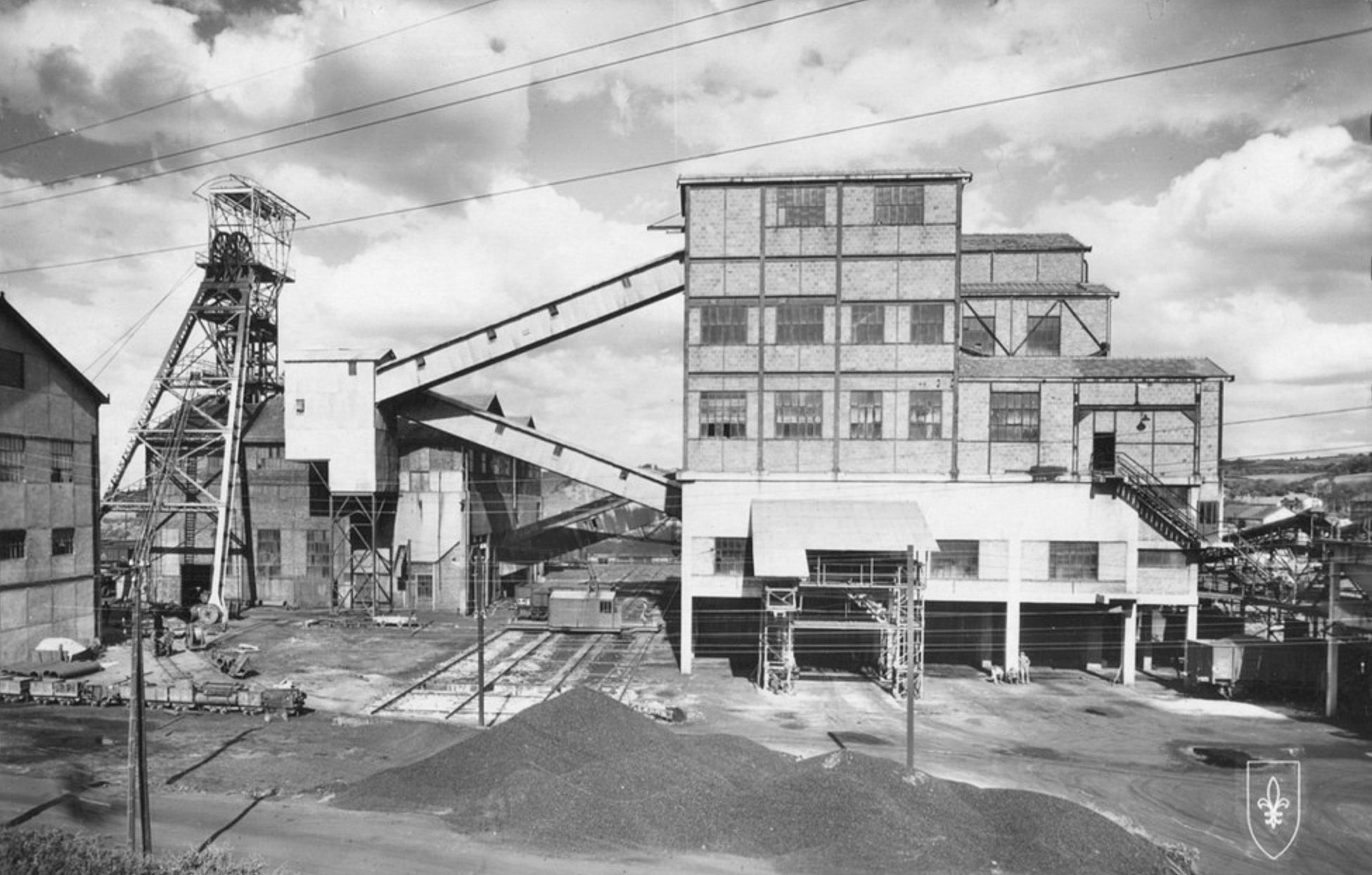
Le puits Saint-Joseph.

Les houillères de Saint-Éloy-les-Mines sont des mines de charbon et de plomb argentifère situées dans la commune de Saint-Éloy-les-Mines et avoisinantes. Leur exploitation commence au XVIIIe siècle par le début de l'industrialisation en Combraille avec :
- la verrerie du Montel-de-Gelat ;
- les mines de charbon de la Vernade (Saint-Éloy) et La Peize (Gouttières) ;
- le plomb argentifère de Roignon (Youx) et Mas Boutin (Saint-Éloy).

## Contexte
Le XVIIIe siècle vit un peu partout en France des tentatives pour installer des industries à travers le royaume. De même qu'à cette époque de grands propriétaires terriens, nobles surtout, tentaient l'application des idées des physiocrates et faisaient évoluer la façon de cultiver le sol ou de faire des assolements en introduisant, par exemple, la culture de la pomme de terre et celle des prairies artificielles, de même d'autres nobles ou riches bourgeois faisaient des essais, parfois infructueux, pour mettre sur pied des industries nouvelles, des exploitations de minerais ; des esprits d'avant-garde, qui cherchaient fortune ou qui voulaient la prospérité matérielle du pays, devançaient ce qu'allait voir évoluer avec rapidité le XIXe siècle.

## Les mines de charbon de La Vernade (Saint-Éloy) et La Peize (Gouttières)
Les mines de charbon d'Auvergne faisaient déjà la richesse de la région par suite de la facilité avec laquelle on pouvait, par l'Allier, descendre le charbon vers Orléans et les villes du Val de Loire et vers Paris depuis l'ouverture du canal de Briare. Celles de Saint-Éloy n'étaient qu'à l'aube de l'histoire.
La qualité que l'on disait médiocre et surtout la difficulté du transport et le manque de débouchés expliquaient ce retard. À part l'alimentation des quelques forgerons du pays qui n'avaient qu'un fer rare à travailler, le seul débouché était les fours à chaux de la région d'Ébreuil et les tuileries et poteries de la paroisse de La Pérouze. Le chemin pour y accéder était assez pénible puisqu'il montait d'abord sur le plateau des Chevaliers et des Berthons avant de prendre la descente sur la vallée supérieure de la Gourdonne ; puis il remontait vers Lachamp, après quoi il était plus facile de redescendre sur Ébreuil par le chemin de plateau incliné entre la Sioule et la Cèpe. Mais il ne semble pas que, malgré la facilité relative de ce grand chemin si on le compare aux trois grandes voies qui passaient la vallée de la Sioule par le pont du Bouchet, Châteauneuf et le pont de Menat, il ait été possible d'utiliser des carrioles à chevaux, mais bien des charrettes à bœufs, plus lentes et moins sujettes à détérioration rapide. Il est à peu près certain qu'on utilisait le transport à bât, sur chevaux, pour approvisionner les forgerons des environs.

## Leplombargentifère de Roignon (Youx) et Mas Boutin (Saint-Éloy)
Il existe, sous plusieurs terroirs des communes de Youx et de Saint-Éloy, des filons de plomb argentifère. La teneur en minerai serait, si l'on en croit les documents, fort grande, voire prodigieuse ; on s'étonne qu'elle n'ait pas tenté, s'il en est ainsi, les chercheurs du XIXe siècle et du XXe siècle, alors qu'avant la Révolution plusieurs tentatives furent faites en vue de leur exploitation.
À la fin du XVIIe siècle, un arrêt du Conseil d’État du 20 novembre 1692 avait concédé à Louis Robert, conseiller du Roi au parlement de Paris, des mines de plomb, cuivre et autre métaux, découvertes ou à découvrir dans l'étendue du bailliage de Montaigut-en-Combraille et de la baronnie de Tournoël. Une partie des mines en question avaient été découvertes par P. M. Pasquier, sieur de Franclieu, cousin de Robert.
Le subdélégué de Montaigut signale en 1764 une mine de plomb exploitée il y a une quinzaine d'années, abandonnée depuis dans la paroisse de Saint-Éloy ; on y recueillit de l'étain et, selon quelques-uns, de l'argent.
Mais, déjà le 6 juillet 1778, M. Bertin adresse un mémoire par lequel les sieurs Martin et Salneuve représentent que le filon qu'ils travaillaient dans la paroisse d'Youx s'est tellement épuisé qu'ils n'en ont retrouvé une direction utile à exploiter que sur la paroisse limitrophe de Saint-Éloy ; ils demandent une nouvelle désignation à leur concession qui comprendra 1500 toises de rayon dont le centre sera établi au point appelé le Mas Boutin (à Saint-Éloy). Elle leur est accordée.
Cependant les recherches semblent se poursuivre apparemment avec des moyens techniques peu perfectionnés et les résultats semblent peu satisfaisants. Le curé Martin, d'Youx, et M. Salneuve demandent en 1782 décharge de la redevance annuelle de 400 livres à laquelle est assujettie leur concession.
D'ailleurs, ils trouvent des oppositions à leur exploitation : le sieur Gaspard Lecler, avocat en parlement à Aubusson, demande une indemnité pour le dommage que lui ont causé les fouilles. Là-dessus, Martin et Salneuve demandent un arrondissement de dix lieues pour leur concession « attendu que quelques particuliers se proposent de solliciter la concession des mines qui peuvent se trouver aux environs de leur terrain et que si elle leur était accordée, elle entraînerait leur ruine ». M. de la Boullaye répond à l'intendant que la demande ne peut être accueillie car « il importe de restreindre le plus possible les concessions nouvelles afin de ranimer ce genre d'industrie. La conduite d'ailleurs que les entrepreneurs ont tenue jusqu'à présent donne peu de confiance dans leurs assurances de se livrer avec plus de zèle à leur entreprise ».
Mais les contestations ne s'arrêtent pas là et, en 1785, l'intendant est contraint de rendre une ordonnance concernant un litige avec les sieurs Bouguelet de Viserant, J. A. Barbier et J. A. de La Rosière. À partir de cette date, il semble que l’exploitation se soit ralentie, et même que plus rien ne se soit fait jusqu'à la Révolution. Un rapport du 7 ventôse an III signale que les mines de plomb et d'argent de Mas Boutin, commune de Saint-Éloy, et la concession d'Youx ne sont plus exploitées depuis dix ans.
Une note d'avant 1795 dit : « La mine du Mas Boutin est un filon tendant de l'orient à l'occident, le filon inclinant du midi au septentrion. Il y a trois galeries dans le rocher ferme ; il y a deux puits de la profondeur de 150 pieds. Le minerai produit, d'expérience faite par le citoyen Lesage, par quintal de minerais, 60 livres de plomb et le quintal de plomb produit 15 livres et quelques sols d'argent. Il y a une douzaine d'années que le citoyen Besson, inspecteur général des mines, visita celle du Bas Boutin et d'Youx ; il les comparaît à celles de Bretagne. Ces mines avaient été ouvertes il y a cent ans environ, mais le concessionnaire fut obligé de s'enfuir... Depuis quelques années les citoyens Salneuve et Martin y ont fait travailler de temps en temps, mais faute de fonds suffisants et d'ouvriers assez intelligents, ils n'ont pas fait de gros progrès. Il y a quelques mois que le citoyen Pelletier commissaire du Comité de salut public, les visita et fit encaisser plusieurs morceaux et prit toutes les informations possibles. ».
Ces documents concernent tous ces mines d'argent, ou plus modestement de plomb argentifère.
Ce siècle ne manque pas d'esprit aventureux, et amoureux de découvertes, d'esprits entreprenants, malheureusement plus riches de bonne volonté que d'argent, qui ont tenté de tirer du sol ingrat à la culture de la Combraille, ses richesses souterraines.

## Mines de Saint-Éloy

### La vieille mine
Au XVIIIe siècle, la paroisse ne comptait que 150 à 200 maisons. En 1741, le subdélégué de Montaigut signale une mine ouverte. Il disait : 
« Il y a une mine de charbon assez bonne à la Vernade, paroisse de Saint-Éloy. Exploitation superficielle et par conséquent mauvaise, confiée à quelques paysans point en état de fournir à la dépense des machines nécessaires à l'extraction de charbon; le simple levier est la seule machine employée et tout le travail cesse à la rencontre ou à l'arrivée des eaux. Ce serait l'inconvénient de cette mine. Le charbon qu'on en tire est particulièrement à l'usage des tuileries, des fours à chaux et moins employé pour la forge parce que les ouvriers trouve que le charbon de cette espèce le trouvent moins gras que celui qu'ils peuvent aisément tirer en Boubonnais; et défaut peut-être attribué à la mauvaise exploitation. »
De 1764 à 1768, il est noté la mention d'exploitation de la Vernade. En 1768 le subdélégué écrit encore à l'intendant qu'à Saint-Eloy, les mines appartiennent à quelques particuliers qui les louent à quatre ou cinq journaliers; ceux-ci travaillent lorsqu'ils n'ont rien de mieux à faire, trois mois de l'année environ. L’exploitation se fait à peu de frais par un simple levier; le charbon est mauvais, affirme-t-il, et une meilleure exploitation ne rendrait pas la mine plus intéressante.
Pendant la Révolution, alors que sous l'impulsion de représentants en mission, Monnet par exemple, les mines de Brassac sont mises en exploitation méthodique et poussée, on ne songe pas à tirer davantage de celle de Saint-Eloy.
Des rapports des 22 et 24 frimaire an II du district de Montaigut signalent que la seule mine exploitée alors est celles des héritiers de Gilbert Beaulaton, cultivateur situé à la Vernade, commune de Saint-Eloy. La qualité du charbon en serait mauvaise. On en extrait 400 poinçons environ qui sont acheminés vers les fours à chaux d'Ébreuil. Quelques forgerons s'en servent, mais seulement à défaut d'autre.
Il est d'usage que le propriétaire de la mine découverte ait une portion égale à l'exploitant; y vient travailler qui veut à cette condition mais, si l'on exploite le charbon à la Vernade de temps immémorial, il n'y a jamais plus de quinze ouvriers environ.
En 1796, sont parentés marchands de charbon : à Virlet-de-Bouble, Mathieu Daffix, Antoine Daffix, Joseph Daffix, François Daffix ; à la Vernade, François Gaulin ; à Montjotin, Jean Nigon.
Bientôt cependant le charbon de Saint-Éloy allait être exploité de façon plus rationnelle grâce au forage de puits et aux galeries souterraines ; Saint-Éloy, petit bourg de quelques maisons restait à l'écart avec son église du douzième siècle, pendant qu'une petite ville s'édifiait autour du hameau de la Vernade et surtout de la Roche, plus tard autour de celui de Montjoie sur la commune d'Youx, après avoir attiré plusieurs milliers de paysans de communes environnantes venus, non seulement pour tirer du charbon, mais surtout pour exercer un art, pour commercer car le gros des mineurs était et reste formé de paysans qui cultivent leur petite propriété entre les heures de la mine. À la même époque, sous la Révolution, la difficulté éprouvée par les forgerons et les maréchaux de la Combraille, et particulièrement ceux de la partie Sud pour s'approvisionner, en charbon de forge, fit envisager à ces artisans la possibilité de trouver sur place la houille nécessaire à leur industrie.
Le premier avril 1836, MM. Rambourg frères demandent une concession, par opposition à M. Thévenin. En 1837, par ordonnance royale, il fut accordé deux concessions, une à la Vernade (M. Rambourg) et une à la Roche (M. Thévenin). Après de nombreux déboires, l'un et l'autre cèdent leurs exploitations minières. En 1859, la réunion des deux concessions est autorisée par décret impérial. La société civile obtient la concession du chemin de fer de Saint-Éloy à Lapeyrouse. Celle-ci est cédée à l'État en 1869, puis rétrocédée à la Compagnie d'Orléans. La société civile, devenue en 1863 la Société anonyme des houillères et du chemin de fer de Saint-Éloy, aura pour acquéreur, en 1881, la Compagnie des forges de Châtillon-Commentry. En 1869, le puits Saint-Barbe ouvre, suivi en 1897 par le puits Saint-Joseph. La production est de 123 000 tonnes en 1882. Elle passe à 252 000 tonnes en 1900 et à 277 000 tonnes en 1917. Après la première guerre, des aménagements s'opèrent jusqu'en 1926.

### La nouvelle mine
Pendant la deuxième moitié du XIXe siècle, de nouveaux puits plus profonds ouvrent : puits Tollin, Laval, de Montjoie, Peyroux, de la Croizette, de Chazal, Michelin Mercier, Beaudot. Le Syndicat bénéficie de l’autorisation de disposer de la houille provenant des recherches en 1897 et demande une concession, à laquelle s'oppose la Compagnie de Châtillon-Commentry. Quoi qu'il en soit, par décret signé au Havre le 26 août 1898, le président Félix Faure, accordait au Syndicat, devenu entre-temps (22 février 1898) Société anonyme des mines de la Bouble, une concession, ayant par les travaux du puits Tollin, reconnu le gisement assez puissant pour justifier l'installation d'un siège d'exploitation, capable d'extraire et de traiter 250 000 tonnes par an. En fait, la production sera de 33 000 tonnes en 1900, pour atteindre 231 000 tonnes en 1917, avec un effectif de 890 mineurs. Cet effectif atteindra 1 169 mineurs en 1944.

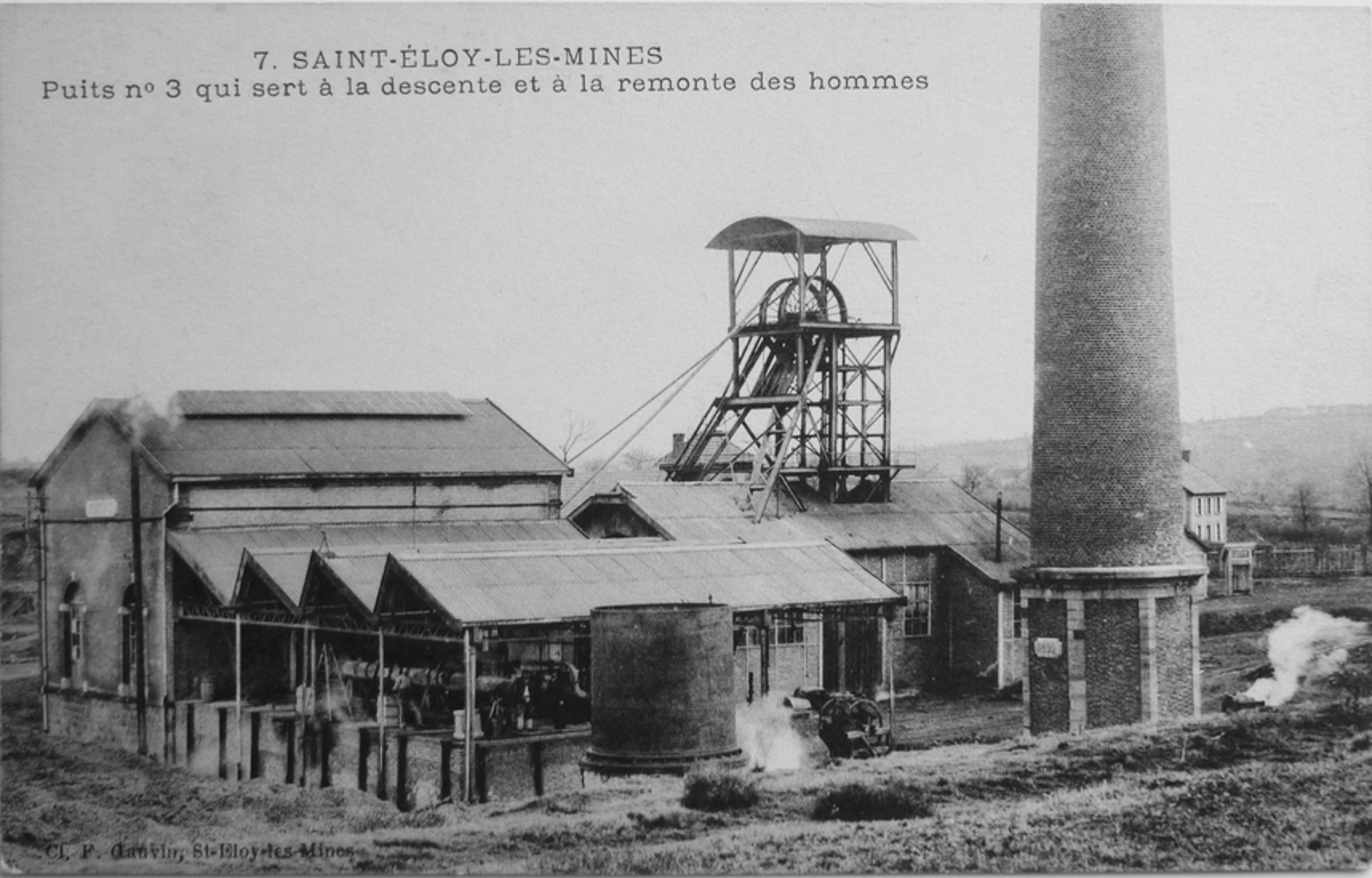
Le puits no 3.
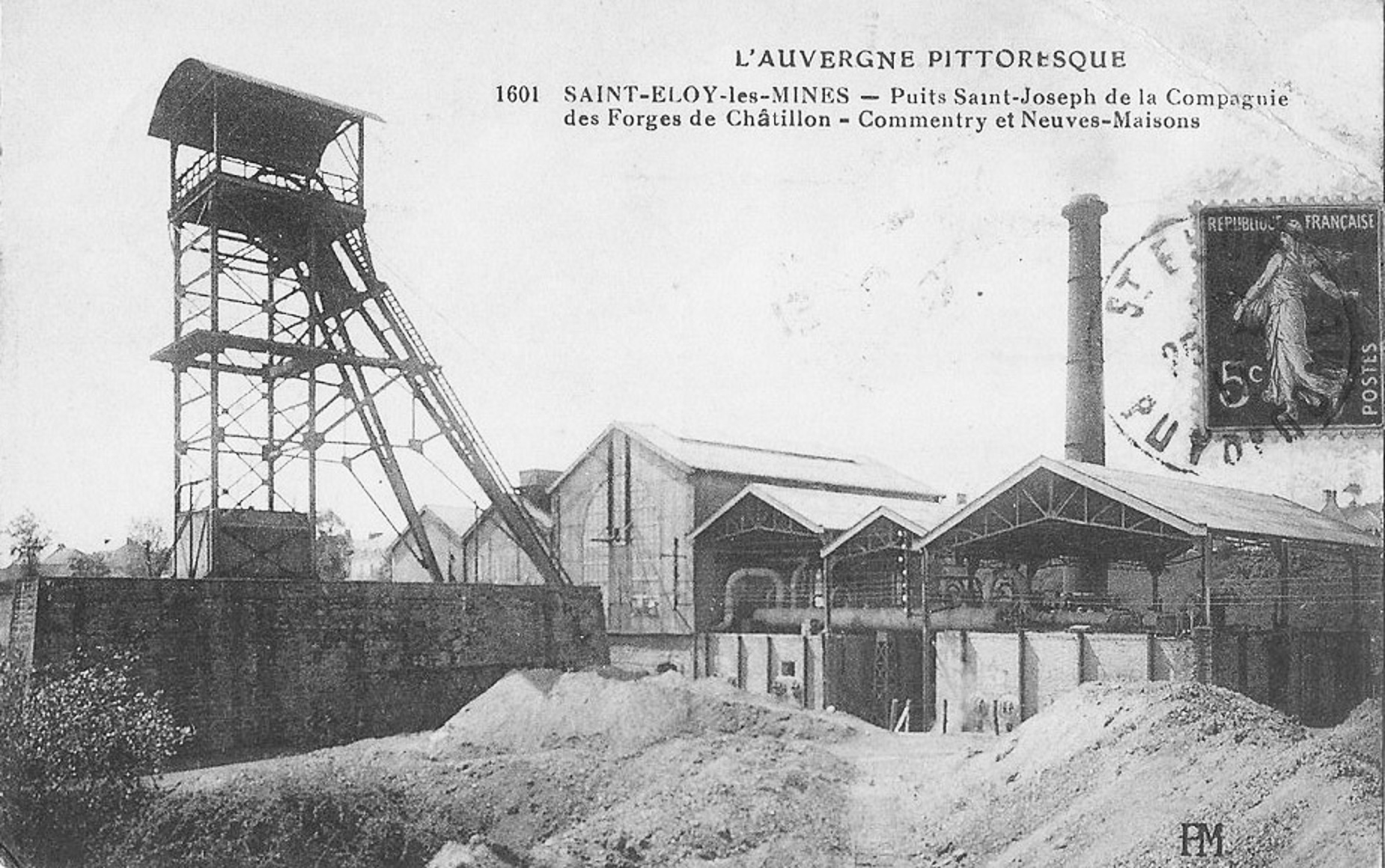
Le puits Saint-Joseph.
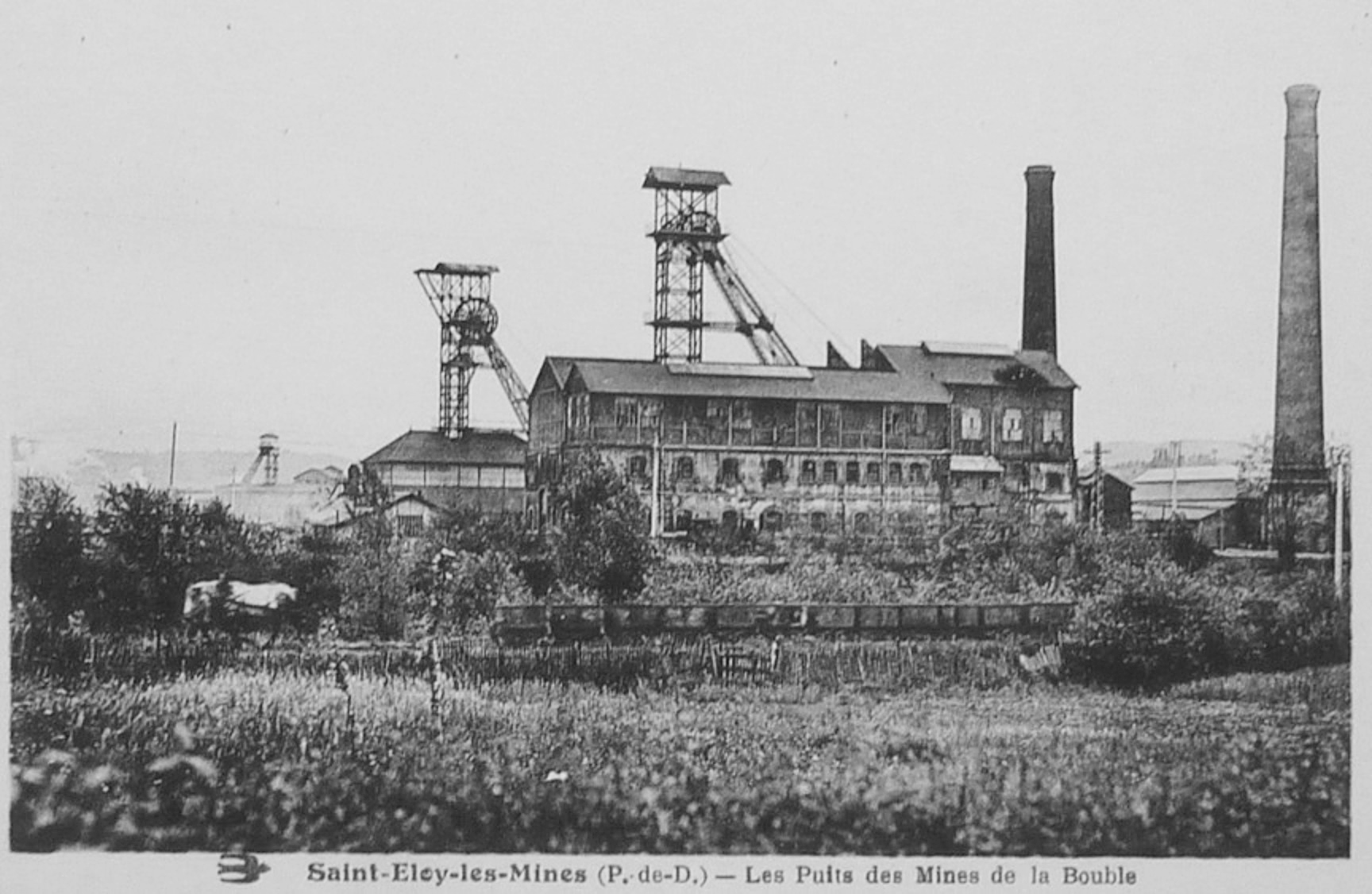
Le puits de la Bouble.
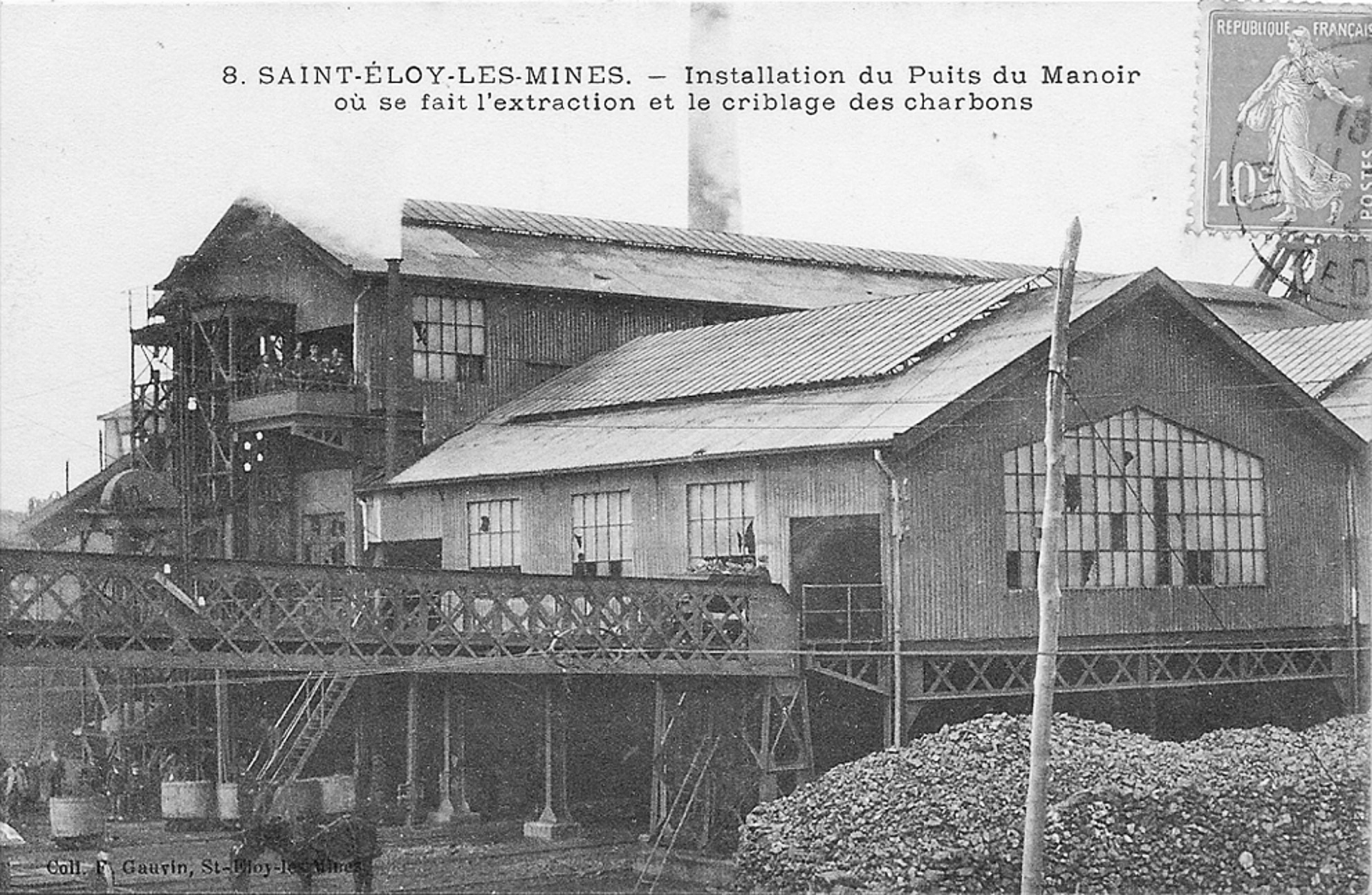
Le criblage du puits du Manoir.

### Nationalisation et fermeture
En 1946, le groupe Saint-Éloy/Bouble est nationalisé. À ce moment, l'extraction se concentre sur le puits Saint-Joseph. Entre 1945 et 1951, la centrale de Menat avec 275 000 kW est créée. Un programme de reconversion se produit avec le développement de plusieurs usines de 1955 à 1970 : Sautereau, Bougerolles, ESBA (1962), Lavoilotte (1964), Artimoul (1970) puis Distrimat. Les réserves houillères s'épuisent en 1977, c'est la fin de la mine à Saint-Éloy-les-Mines. La mine ferme le 17 janvier 1978.

## Conditions de travail
Le travail des mineurs, très pénible et asservissant, a été considéré, depuis Émile Zola (Germinal parution en 1884), comme l'appauvrissement de la "condition humaine". À cette époque, les grèves de Carmaux de 1892-1895, dans le bassin minier du Tarn, virent l'apparition de Jean Jaurès, qui fut ensuite symbole du socialisme en tant qu'élu député.
À Saint-Éloy-les Mines, de nombreux mouvements sont initiés par les syndicats, dès la fin du XIXe siècle, avec comme délégué mineur, Gilbert Conchon. Il partit en congrès à Londres, avec d'autres délégations, en collaboration avec les mouvements des houillères anglaises.
Le XXe siècle eut comme maire dans cette commune des Combrailles, Alexandre Varenne, élu du Parti républicain-socialiste à partir de 1919, jusqu'à la Seconde Guerre mondiale, où il fut remplacé par son premier adjoint, Ismaël Jean Beaulaton.

## Transport
Le charbon est transporté par voies ferrées et par route grâce à des tombereaux.

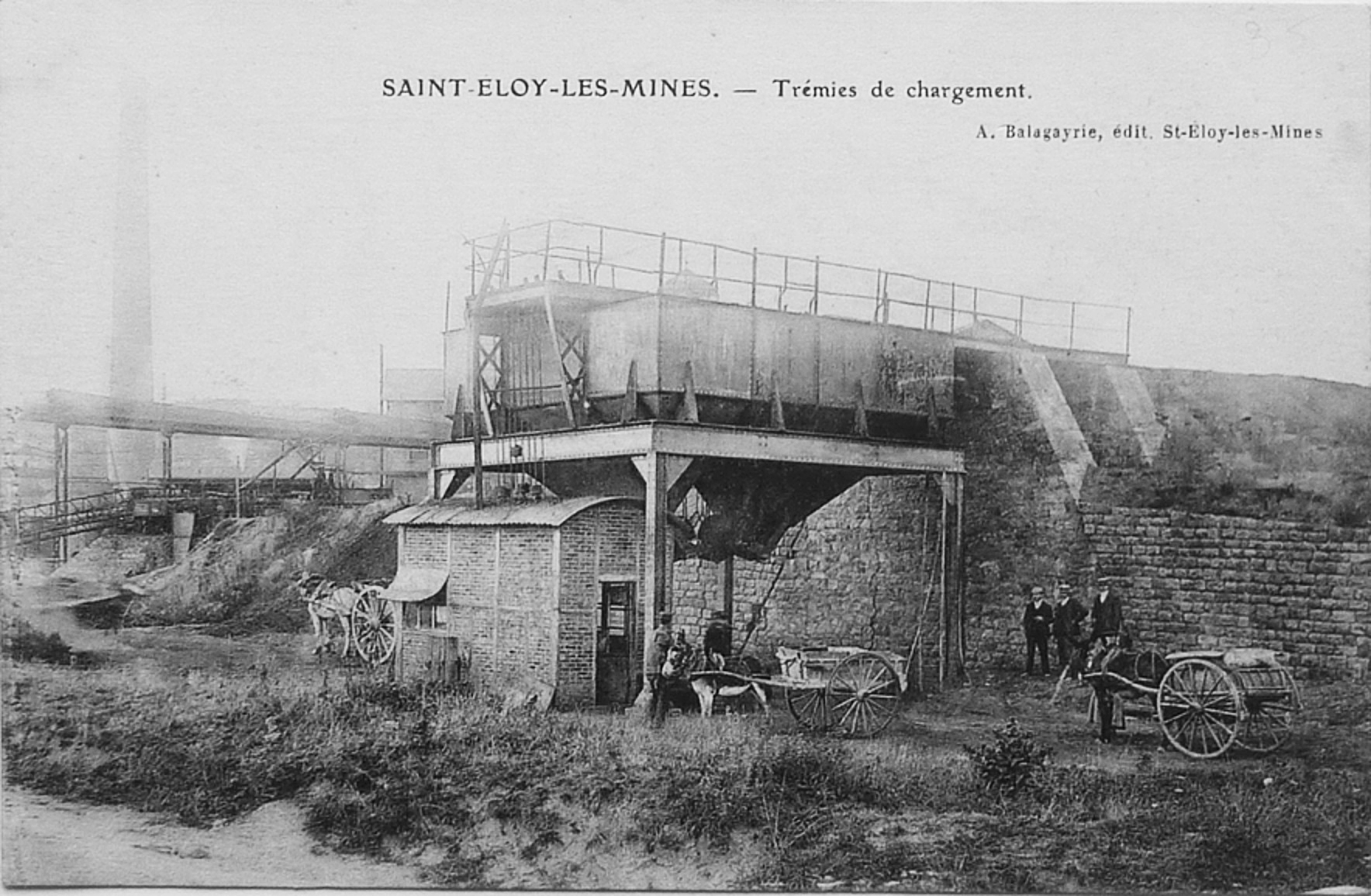
Une trémie pour le chargement des tombereaux.
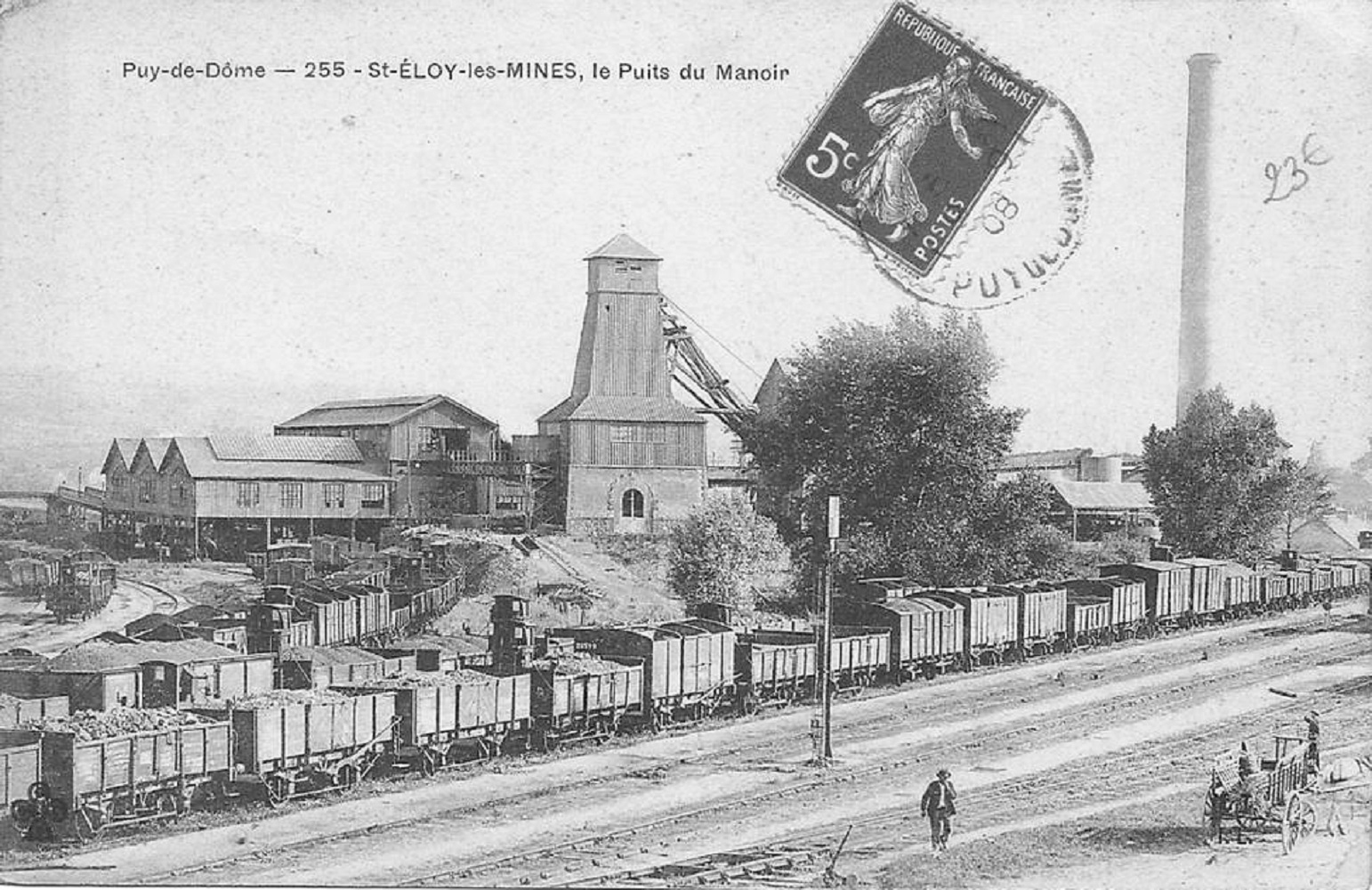
Voies ferrées devant le puits du Manoir.

## Patrimoine
Les chevalements du puits Saint-Joseph et du puits II sont préservés. Un musée de la mine - office de tourisme est construit à côté du puits Saint-Joseph au début des années 2010.

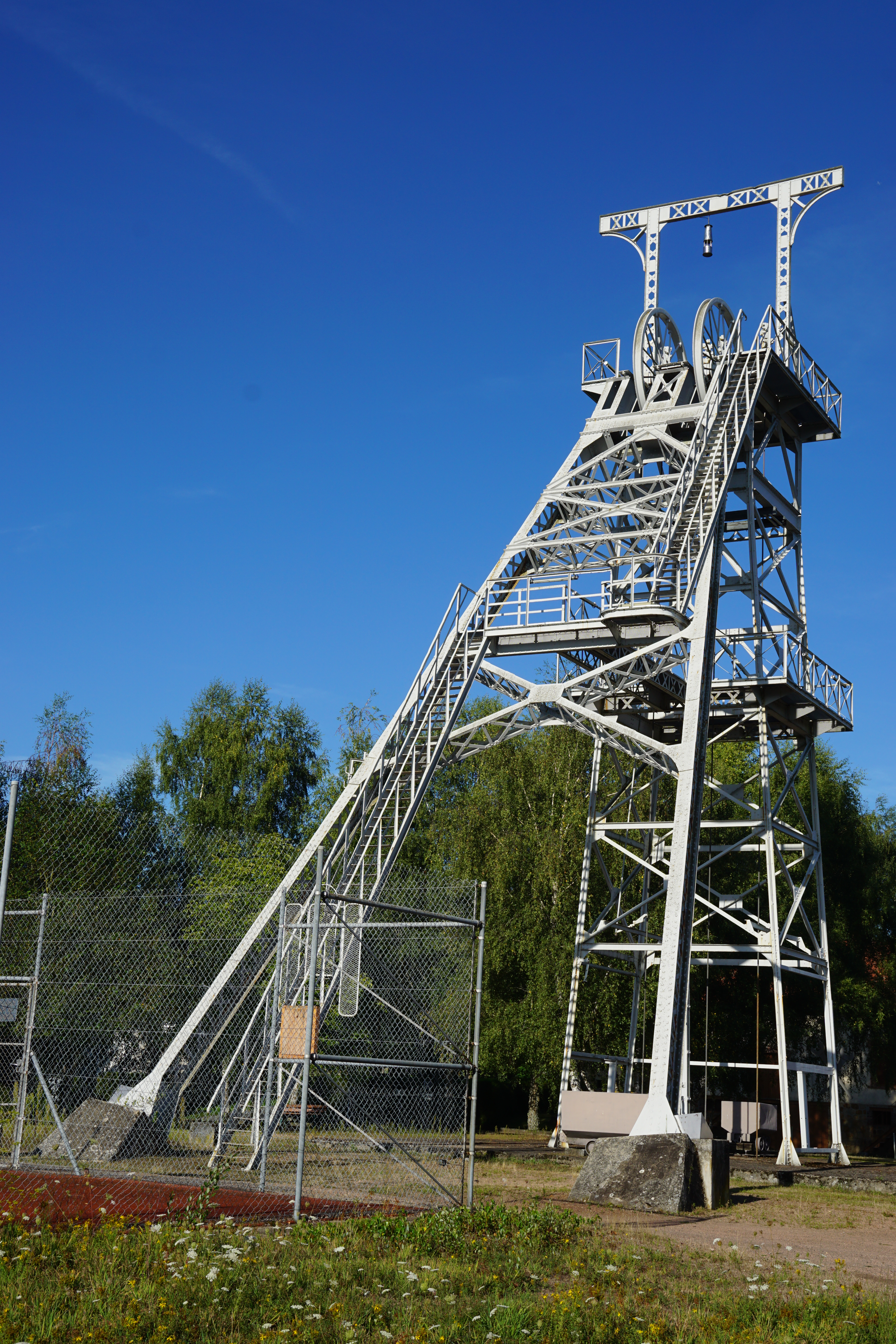
Puits II.
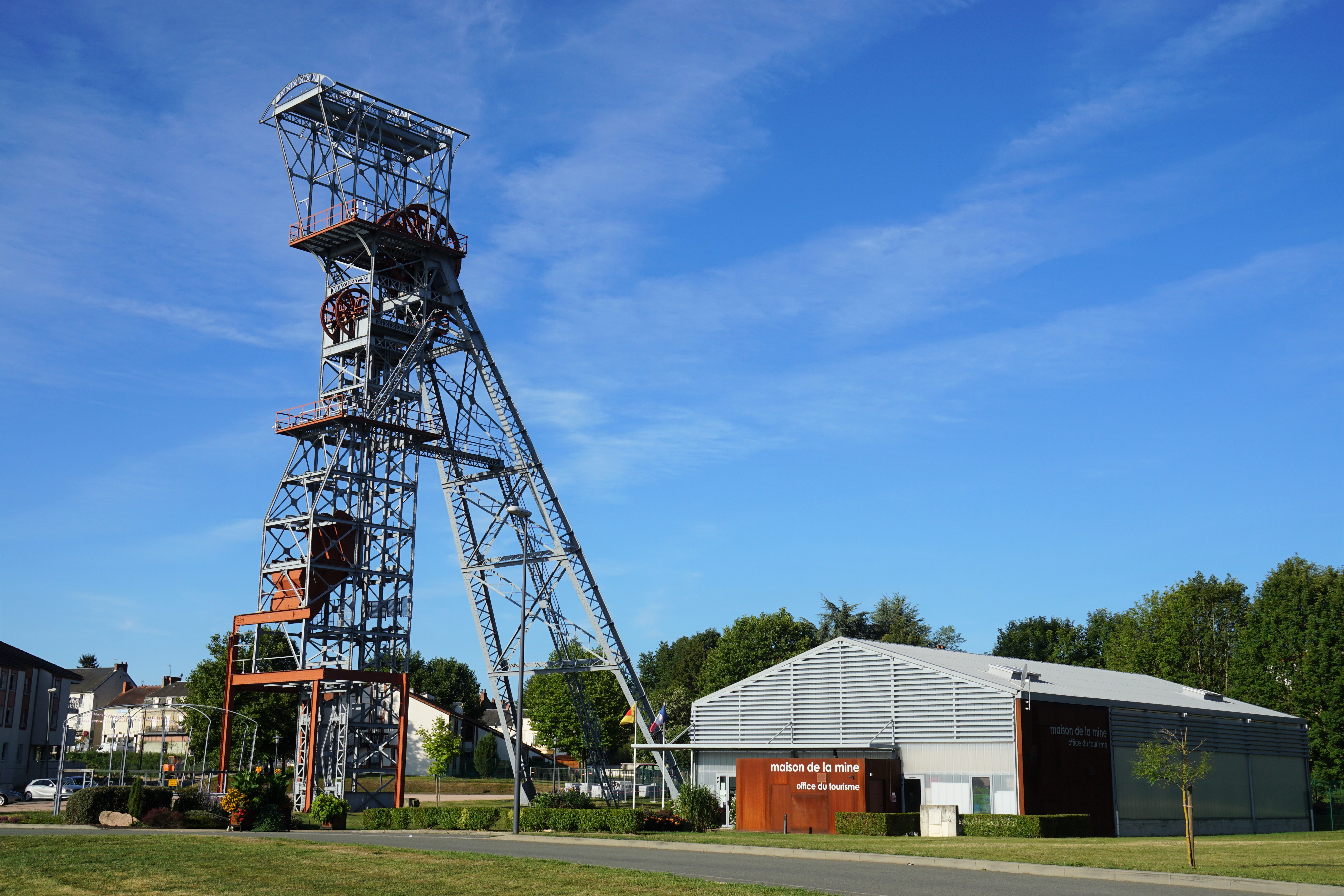
Le chevalement de Saint-Joseph et le musée de la mine.
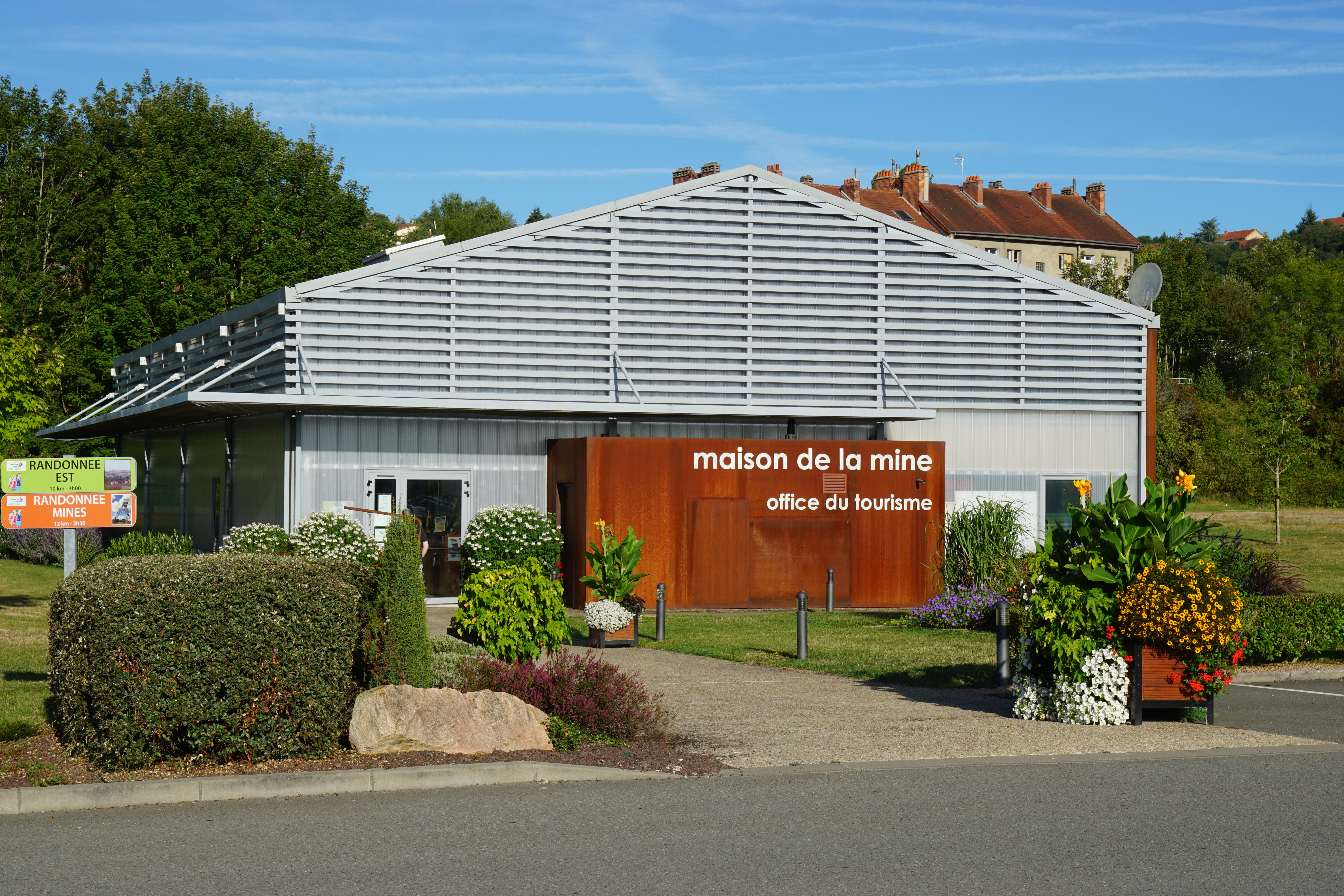
La maison de la mine et du tourisme.
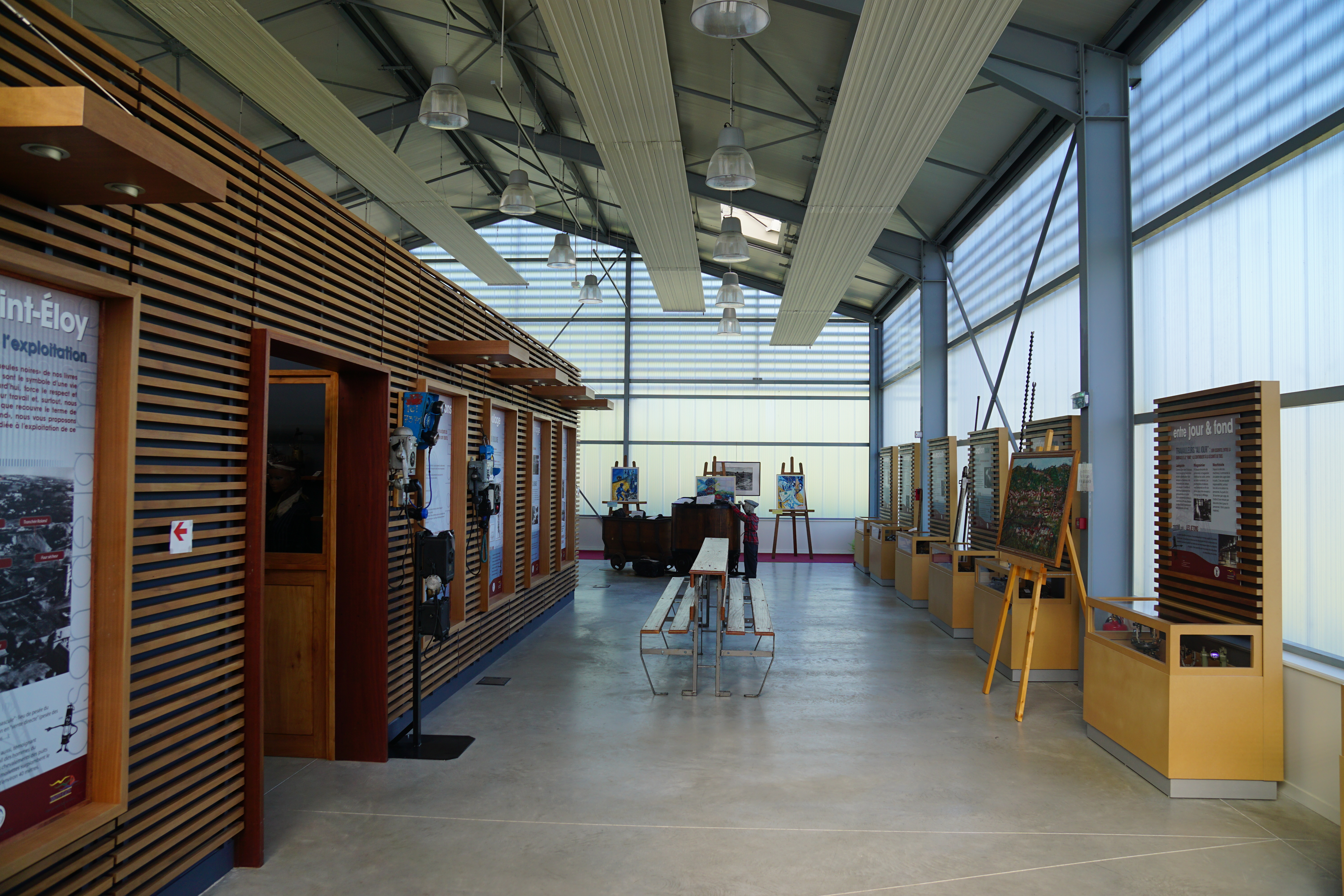
L'intérieur du musée.